# Eva Pel
Eva Pel (Purmerend, 1973) is een Nederlandse beeldend kunstenaar die woont en werkt in Amsterdam.
Pel's werk heeft onder andere de rol van macht en controle in de hedendaagse samenleving onderzocht. Haar werk heeft verschillende vormen aangenomen, zoals sculpturale interventies, fotografisch onderzoek en publicaties.

## Opleiding
Van 1993-1997 studeerde Pel sociale geografie aan de Universiteit van Amsterdam en in 1996 aan de School of Urban Planning aan de Universiteit van Californië - Los Angeles. Ze rondde haar studie af een doctoraal scriptie Skateboarders exploring urban public space: Ollies, obstacles and conflicts.
Hierna studeerde Pel vanaf 2001 beeldende kunst aan de Gerrit Rietveld Academie in Amsterdam, waar ze met een BA in 2005 afstudeerde.
Van 2010-2012 studeerde Pel aan de Koninklijke Academie van Beeldende Kunsten in Den Haag voor een MA in Artistic Research.

## Residenties, collecties en publicaties
- 2012 Salzamt, Linz, Oostenrijk[4]

Pel's werk maakt deel uit van verschillende openbare en particuliere collecties, waaronder De Nederlandsche Bank, Amsterdam, de Haven van Amsterdam en Baker & McKenzie, Amsterdam.
In 2009 publiceerde ze Observations of a Celebration NL&NY 2009 in samenwerking met grafisch ontwerper Claudia Doms. Het interview krant Fame werd gepubliceerd in 2005 met grafisch ontwerp door Natasha Chandani.

## Tentoonstellingen (selectie)
- 2014 Janson's and other stories - Lucas Hoeben, 37PK, Haarlem[5]
- 2013 Over Het Huis en de dingen, Huize Frankendael, Amsterdam[6]
- 2012 Expand, Explore, Expose, Salzamt, Linz, Oostenrijk (+ catalogus)[7]
- 2010 Tv Talkshow; the story of the Netherlands, Gallery Witzenhausen, NYC/Going Dutch, USA[8]
- 2011 Research and Destroy, Koninklijke Galerie, Koninklijke Academie voor Beeldende Kunsten, Den Haag
- 2008 Ladyfest Amsterdam 2008, Chiellerie, Amsterdam
- 2008 MudPie. Artistic research on art as art and art and life, W139, Amsterdam.